# Euphranta separata
Euphranta separata är en tvåvingeart som först beskrevs av Ito 1949.  Euphranta separata ingår i släktet Euphranta och familjen borrflugor. Inga underarter finns listade i Catalogue of Life.